# 中澤秀一
中澤 秀一（なかざわ ひでかず、1959年9月24日 - ）は、日本の介護福祉学者で、元プロ野球選手。東京基督教大学教授。

## 来歴

### 野球選手として
兵庫県神戸市に生まれる。
小学校3年生より野球を始め、三田学園中学校へ進学。同じ入学生に屋鋪要がいた。中学3年生の春兵庫県大会へ出場するも、準決勝で一宮中学（福家雅明が在籍）に敗れる。
三田学園高等学校へ進み、2年春は近畿大会出場、夏は兵庫県大会ベスト4。3年次は、夏の兵庫県大会ベスト16で矢野実を擁する兵庫県立芦屋高等学校に敗れ、甲子園出場はならなかった。
1978年2月に三田学園高校卒業後、ドラフト外で読売ジャイアンツに入団する。しかし、一軍の経験はないまま、二軍戦にも2年目の1979年に2試合に出場したのみで、1980年12月に自由契約となる。

### 介護業界転身
1982年12月から1988年までは愛知県豊田市にてお好み焼き屋を経営する。その後、お好み焼き屋をしながら始めた訪問入浴のアルバイトを切っ掛けに介護業界へと転職し、1988年7月に愛知県田原市の特別養護老人ホームで介護士の職に就き、1993年4月からは静岡県湖西市の施設に移って主任介護士を務めた。
1997年4月より介護福祉士養成課程の教員となり、愛知県名古屋市や兵庫県神戸市の専門学校で3年間、専任教員として働く。2000年4月からは再度福祉の現場に戻り、名古屋市社会福祉協議会で介護士と介護支援専門員として合計3年間務めた。この間、1999年4月から4年間、佛教大学通信教育部社会学部社会福祉学科で学ぶ。
名古屋市社会福祉協議会を退職後は再度介護福祉士養成課程の教員となり、中部福祉専門学校で専任教員・学科長（2003年 - 2005年）を務めた後、湊川短期大学に移り、2007年4月に准教授に就任した。この間、2006年4月に兵庫教育大学学校教育研究科（修士課程）に入学し、2009年3月に終了して学校教育学修士号を取得した。
2009年8月からは東京基督教大学に准教授として赴任、2014年4月からは教授および国際キリスト教福祉学科長、キリスト教福祉学専攻長を兼務する。

## 著書
- 稲垣久和（編）『これからの福祉と教会　―高齢化社会への備え』いのちのことば社、2012年3月、ISBN 978-4264029939
共著者：吉田隆、井上貴詞、片岡政子、杉澤卓巳、稲垣久和
- 『グローブから介護へ ―元巨人軍選手からの転身―』ヨベル、2015年1月、ISBN 978-4907486204[1]

## 野球選手としての詳細情報

### 年度別打撃成績
- 一軍公式戦出場なし

### 背番号
- 52 （1978年 - 1980年）